# Podbielskistraße
Die Podbielskistraße, im Volksmund Podbi genannt, ist eine größtenteils vierstreifige Straße in Hannover. Mit einer Länge von ca. 5,2 km ist sie eine der wichtigsten Ein- und Ausfallstraßen der Stadt. Benannt ist sie nach dem preußischen Generalleutnant Victor von Podbielski.

## Verlauf
Die Straße beginnt am Lister Platz in Fortsetzung der Lister Meile und durchquert stadtauswärts in ostnordöstlicher Richtung den Stadtteil List. Zwischen Spannhagenstraße und Eulenkamp bildet sie die Grenze zwischen den Stadtteilen List und Groß-Buchholz. Danach allein in Groß-Buchholz liegend, überquert sie nach etwa vier Kilometern auf der Noltemeyerbrücke den Mittellandkanal und ist ab hier bis zu ihrem Ende an der Kreuzung mit Buchholzer und Kirchhorster Straße die Grenze zwischen den Stadtteilen Groß-Buchholz und Bothfeld.

## Geschichte
Bis 1904 hieß die Podbielskistraße Celler Chaussee als Verlängerung der alten Celler Heerstraße, heute Lister Meile. Vor 1900 befanden sich hier nur einzelne Höfe, eine systematische Blockbebauung fand erst später statt. Das Dorf List befand sich zu diesem Zeitpunkt noch außerhalb der Stadtgrenzen von Hannover. Erst 1891 erfolgte die Eingemeindung.
Ausgehend vom Lister Platz wurde die Podbielskistraße nach und nach bebaut. Industrieunternehmen und Gewerbe siedelten sich an, zum Teil mit Bauten, „die als prägend für das Stadtbild und die geschichtliche Entwicklung an der Podbielskistraße gelten müssen“ (Uta Boockhoff-Gries). Eine wichtige Voraussetzung dafür war die Anbindung an die elektrische Versorgung der Stadt.
In den 1920er und 1930er Jahren entstanden an der Podbielskistraße große zusammenhängende Wohnviertel, wie beispielsweise die Grenzburg am Platz Vier Grenzen, die Siedlung Spannhagengarten oder der Listhof. Viele von ihnen stehen heute unter Denkmalschutz.
Die Straße ist zudem von einigen wichtigen historischen Industriebauten gesäumt. Das alte Verwaltungsgebäude der Firma Bahlsen ist ein bedeutender Bau des Jugendstils. Er befindet sich direkt am innerstädtischen Anfang der Straße. Weiter stadtauswärts liegt das Pelikanviertel, der frühere Firmensitz der Pelikan AG, das heute ein Hotel- und Geschäftsviertel ist. Gleich in der Nähe befindet sich das frühere Werk der Deutschen Grammophon. An der Kreuzung Podbielskistraße/Sutelstraße in Bothfeld befand sich der Firmensitz der Geha-Werke. Dyes & Co. war ein weiteres Unternehmen an dieser Straße.
In den 1990er Jahren gaben einige Unternehmen ihre Industriestandorte auf. Sie werden heute durch eine Mischung aus Wohnen, Gewerbe und Büros genutzt.

## Stadtbahn
Im Jahre 1901 wurde auf der Podbielskistraße eine Straßenbahnlinie Richtung Klein-Buchholz eingerichtet. Heute verläuft hier die Stadtbahntrasse der Linien 3, 7 und 13 Richtung Altwarmbüchen, Misburg und Fasanenkrug. Vom Lister Platz aus gesehen verläuft sie zunächst unterirdisch, verlässt nach circa 500 m den Tunnel und verkehrt von hier an oberirdisch.

## Heutige Anlieger
Geschäfte und Läden finden sich an der Podbielskistraße in unterschiedlicher Dichte. Konzentrationen gibt es im innerstädtischen Teil der Straße Richtung Lister Platz, um den Platz Vier Grenzen und in Höhe des Pelikanviertels.
Im westlichen Teil der Straße überwiegt die Wohnbebauung, im östlichen sind etliche Gewerbebetriebe wie die ING-DiBa und Kfz-Händler angesiedelt.

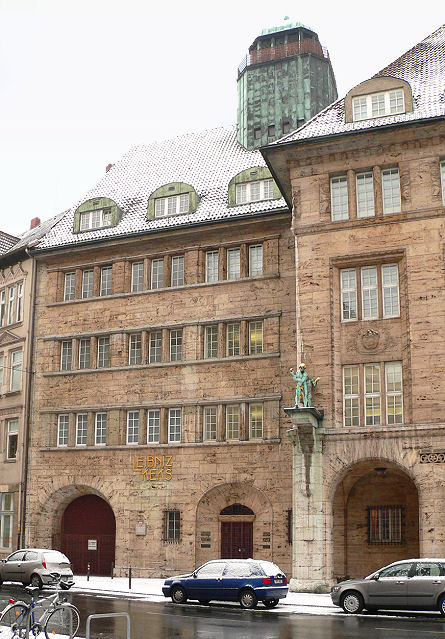
Der alte Verwaltungsbau der Firma Bahlsen an der Podbielskistraße
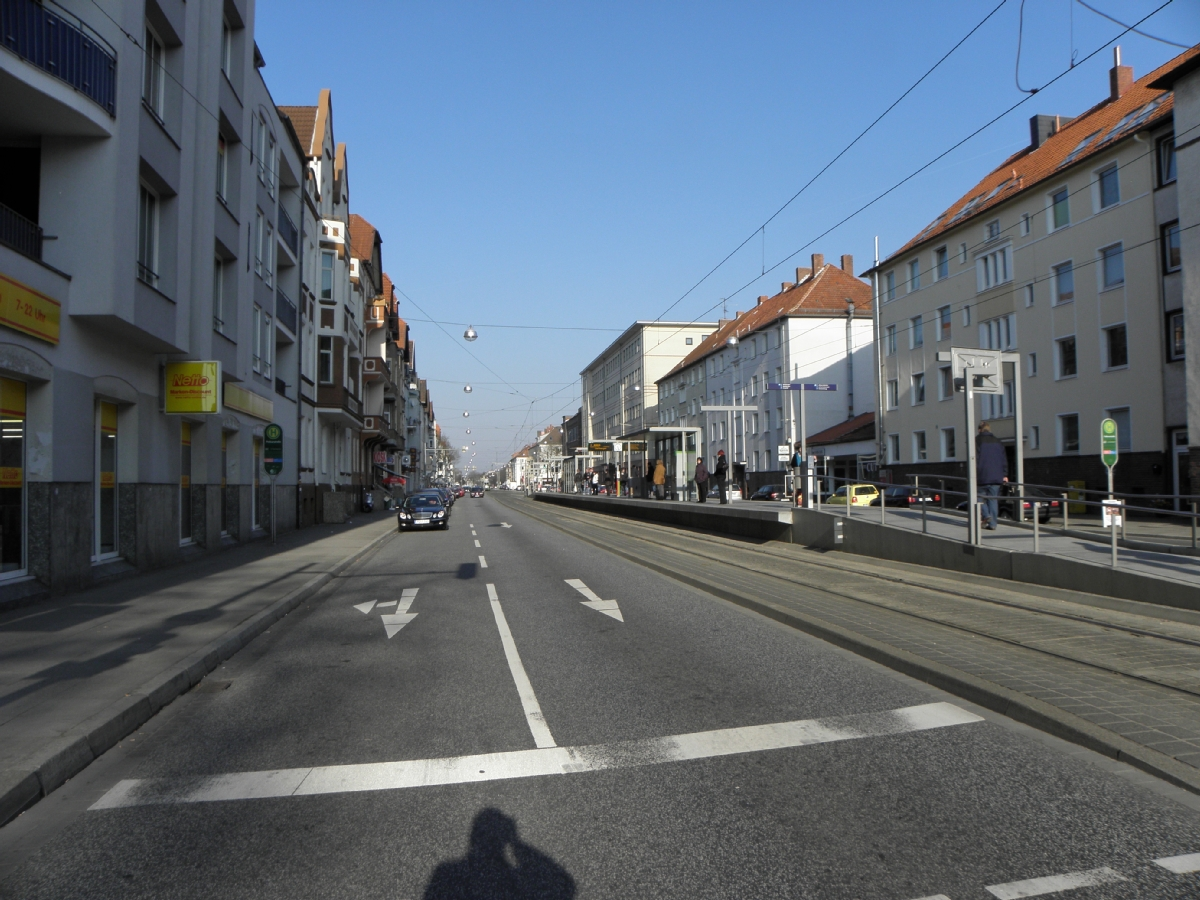
Die Podbielskistraße, Stadtbahnhaltestelle Pelikanstraße
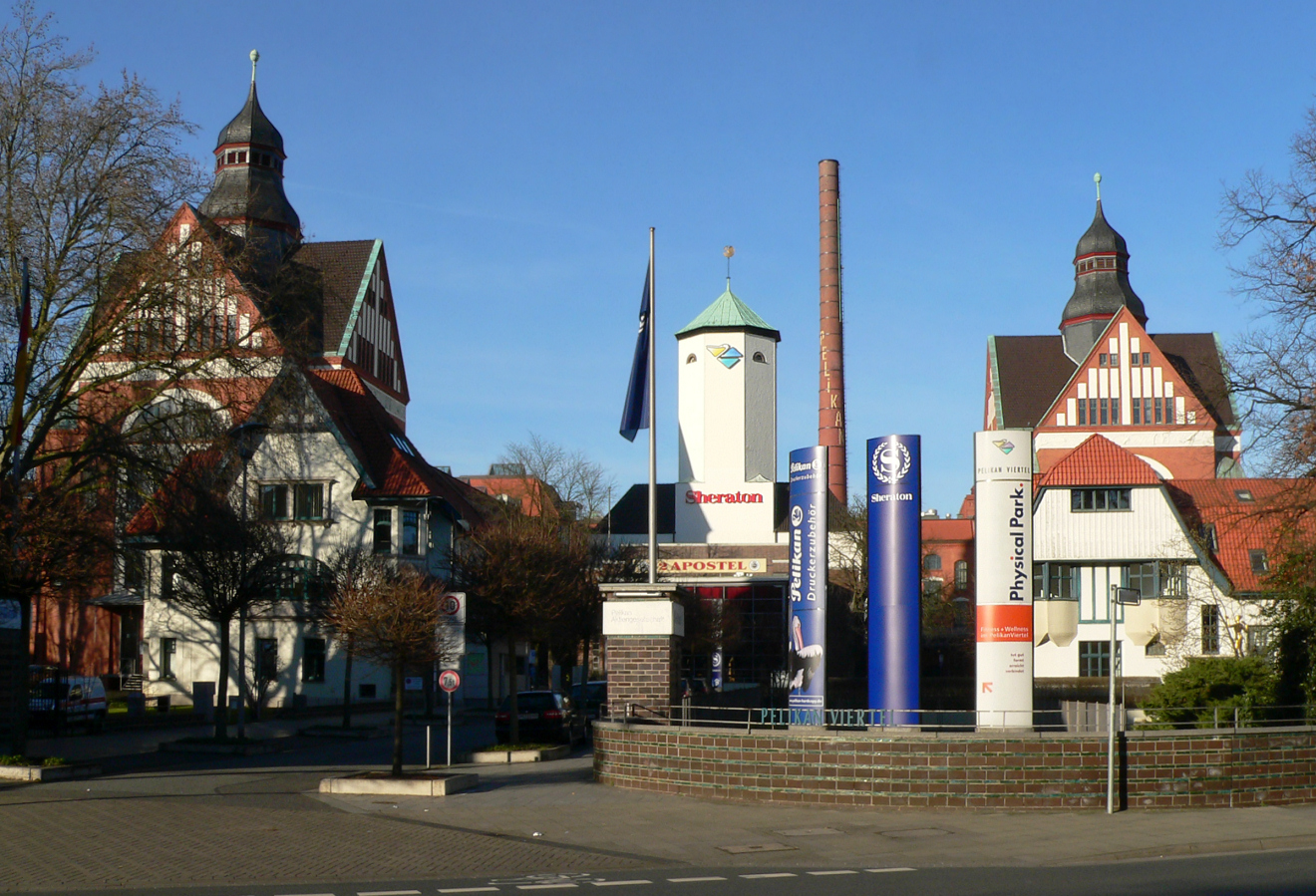
Ehemaliges Firmengelände der Pelikan AG an der Podbielskistraße, heute Sheraton (Hotels)

## Persönlichkeiten
- Hausnummer 53 (ehemals Nr. 335): Im Parterre wohnte von 1921 bis 1923 die Familie der Schriftstellerin Vicky Baum und des Dirigenten Richard Lert.[3]